# 坂下定夫
坂下 定夫（さかした さだお、1950年11月24日 - ）は静岡県出身のプロゴルファー。

## 来歴
伊東商業高校ゴルフ部では部長の斎藤元謙教諭にマナー、忍耐、根性の三原則を徹底的に仕込まれ、破るとたちまち拳骨を食らったが、坂下は「斎藤先生は血の通った、いいおやじでした」と話している。
同校の先輩には中村稔・土山録志・岩下吉久がいる。
坂下は1972年春にプロ入りし、1973年の静岡オープンでプロ初優勝を飾ったが、ツアー競技として賞金ランキングに加算される前年の大会であったためシード入りを果たすことはできなかった。
1974年は5試合ほど出場したが、総武国際オープン26位が最高で、後はいずれも予選落ちに終わった。
1975年の総武国際オープンでは初日を8バーディー、5ボギーと荒れ気味のゴルフながら、首位タイの杉本英世に1打差、関水利晃と並んでの3位タイでスタート。2日目にノーボギーの7バーディー、7アンダー65の好スコアをマークし、通算10アンダー134で杉本を抜いて単独首位に立った。3パットは一つもなく、8つのホールを1パットで収め、長くて8mからのパットが面白いように転がり込み、その内の7つをバーディーに結びつけた。5組先に上がった杉本が坂下が8アンダーと聞いて「しっかりしたゴルフをやるし、いい子だよ。でも、一つぐらいボギーを叩いて7アンダーかな」と言っていた頃には15、16番とバーディーを取って10アンダーに持ち込む。特に16番では5番アイアンであわやホールインかと思わせるショットを放ち、ピン側18cmに寄せるなど、強風の中でも狂わない正確なショットが好調なパットに結びつき、グリーンを外したのは2度だけで、2位以下に大きく水を開けた。3日目には最終組で尾崎将司・許勝三（中華民国）と同組になり、スタート前の約30分にはパットの練習に打ち込んで心を鎮めようとするも重圧には勝てず、1番パー5のティーショットで早くもしびれて左の林へ飛び込む。脱出を図ったショットは7mほどのマツに当たって跳ね返りOB、4打目はフェアウエーを横切って右のラフ、さらにサイドバンカーに捕まって6オン、1パットで決めたもののダブルボギー。初日、2日目はいずれもこのホールでバーディーを取っていただけに精神的にぐらつき、78を叩いて2位に落ちた。最終日には尾崎将と共に3オーバー75を叩き、山田健一、ビル・ダンク（オーストラリア）、鈴木規夫、ベン・アルダ（フィリピン）と並んでの7位タイに終わった。
同年の関東プロでは最終日に67をマークし、謝敏男（中華民国）・青木功・尾崎将に次ぐ4位に入った。
1976年にはフジサンケイクラシックで2日目と最終日に69をマークし日吉定雄、ミヤ・アエ（ビルマ）と並んでの8位タイに入り、同年の賞金ランキング46位がベストであった。
1982年の中日クラウンズでは3日目に藤木三郎、ジョニー・ミラー（アメリカ）、鷹巣南雄と共に4バーディ、ノーボギーで急浮上してイーブンパーの3位タイで並び、最終日には藤木・呂西鈞（中華民国）と並んでの5位タイでフィニッシュ。かながわオープンでは豊田明夫・青木・杉原輝雄・鷹巣・栗原孝・中村通に次ぎ、矢部昭・山本善隆・尾崎直道・森憲二と並んでの7位タイに入った。広島オープンでは初日を謝敏・中島秀徳・前田新作・宮本省三と並んでの2位タイでスタートし、2日目には海老原清治・前田・上野忠美と並んでの7位タイ、3日目には謝敏・森と並んでの5位タイに着けた。
1991年の水戸グリーンオープンでは芹澤大介・中村輝夫・福沢孝秋と共に松永一成の2位タイに入り、1996年の静岡オープンを最後にレギュラーツアーから引退。
2001年からシニア入りし、参戦2シーズン目の2002年にはファンケルクラシックで最終日にベストスコアの5アンダー67の好スコアをマークして前日までの37位から一気に31人をごぼう抜きして4位タイに躍進、この成績が大きく物を言って賞金ランキング24位に入り、初のシード入りを果たした。

## 主な優勝
- 1973年 - 静岡オープン
- 1989年 - インペリアルオープン